# پل پترسن
پل پترسن (دانمارکی: Poul Petersen; ۱۱ آوریل ۱۹۲۱ – ۳۱ مهٔ ۱۹۹۷) بازیکن و مربی فوتبال اهل دانمارک بود.
از باشگاه‌هایی که در آن بازی کرده‌است می‌توان به اشاره کرد.
وی همچنین در تیم‌های ملی فوتبال زیر ۲۱ سال دانمارک و دانمارک بازی کرده‌است.